# Bubi Scholz

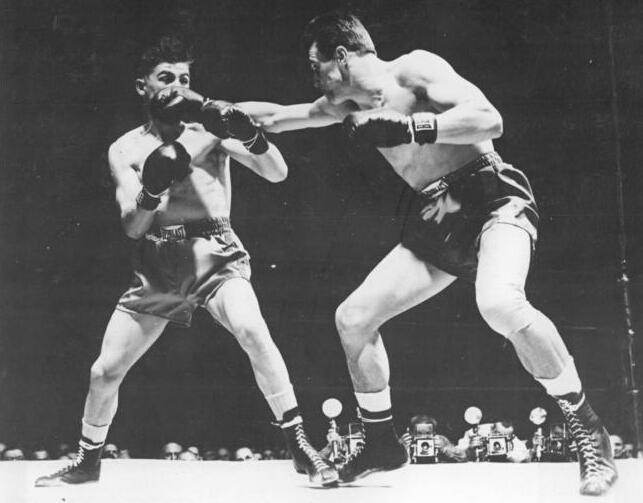
Scholz (der.) derrota al estadounidense Al Andrews el 31 de marzo de 1954

Bubi Scholz (12 de abril de 1930 – 21 de agosto de 2000) fue un boxeador alemán. En los años 1950 y principios de los 1960 fue Campeón de Boxeo de Alemania de Europa en varias ocasiones. Tras su retiro en 1964 actuó en algunas películas y producciones televisivas. Scholz se casó dos veces y permaneció tres años encarcelado por la muerte de su primera esposa. En sus últimos años sufrió una enfermedad de Alzheimer. Intentó suicidarse en dos ocasiones, y falleció a los 70 años de edad a causa de un paro cardiaco.

## Biografía

### Inicios
Su nombre completo era Gustav Wilhelm Hermann Scholz, y nació en Berlín, Alemania, siendo sus padres un herrero y un ama de casa. En 1944 inició un aprendizaje de mecánica y, tras finalizar la Segunda Guerra Mundial fue cocinero.

### Carrera
En 1947 Scholz acudió a una escuela de boxeo de Berlín. El 8 de octubre de 1948 fue sustituto de última hora para participar en un combate profesional contra Werner Eichler, a pesar de no haber peleado previamente como aficionado, ganando el combate. Eichler salió tan malparado de la lucha que hubo de posponer su boda, fijada para el día siguiente. Scholz fue derrotado por vez primera el 10 de marzo de 1958, en un combate contra Charles Humez.
El 19 de mayo de 1951 Scholz ganó a los puntos contra el defensor del campeonato alemán de peso wélter, Walter Schneider. Defendió su título con éxito contra Charles Oechsle y Leo Starosch en 1952. A finales de 1952, Scholz dejó su título y cambió de categoría. En 1954 actuó en el Madison Square Garden en su primer combate en los Estados Unidos, derrotando al boxeador Al Andrews. En 1955 le diagnosticaron una tuberculosis, lo cual le forzó a tomarse un año y medio sabático.
Recuperado de su enfermedad, ganó un combate contra el defensor del campeonato alemán de peso medio, Peter Müller, el 29 de junio de 1957. Defendió el título en mayo de 1958 contra Max Resch. El 4 de octubre de 1958 derrotó a Charles Humez en Berlín por nocaut técnico en el 12.º asalto, obteniendo el Campeonato de Europa de paso medio. Scholz defendió con éxito el título Hans Werner Wohlers (victoria a los puntos en julio de 1959) y contra Peter Müller (nocaut técnico en el primer asalto en noviembre de 1959). Defendió también su título europeo con éxito contra Andre Drille en diciembre de 1959. Ese mismo año publicó el libro Ring Free, con memorias de su carrera.
En 1961 Scholz abandonó su título de peso mediano para pasar a la categoría de peso semipesado. Perdió un combate contra Harold Johnson el 23 de junio de 1962, pero el 4 de abril de 1964 ganó el campeonato de Europa frente a Giulio Rinaldi. Tras ello, Scholz dio fin a su carrera como boxeador.
Entre 1948 y 1964 Scholz tuvo un total de 96 combates, de los cuales ganó 88, 46 por nocaut; solo perdió dos, ambos a los puntos. Su éxito como boxeador le dio una gran fama en Alemania, especialmente en las décadas de 1950 y 1960, siendo comparado con Max Schmeling, el boxeador más destacado de Alemania.
Gracias a su carrera deportiva tuvo una corta trayectoria en el mundo del espectáculo. En 1960 encarnó al boxeador Breitenbach en la producción televisiva Der Meisterboxer. Ese mismo año fue Ralf Moebius en la comedia musical Marina. En Schlagerparade 1961, de Franz Marischka, actuó como Ralf Hegener. En 1959 y 1962 colaboró con la orquesta de Werner Müller y con el grupo The 3 Travellers grabando para los sellos Telefunken y Metronomes, y lanzó tres discos sencillos.

### 1965-1984
Finalizada su trayectoria como boxeador, Scholz abrió la agencia publicitaria Zühlke y Scholz en Berlín, intentando aprovechar su fama como deportista. En 1971 hizo un papel como policía en el telefilm de Thomas Engel Glückspilze. En 1980 publicó su autobiografía Der Weg aus dem Nichts, pero recibió publicidad negativa debido a su dependencia alcohólica.

### 1984-2000

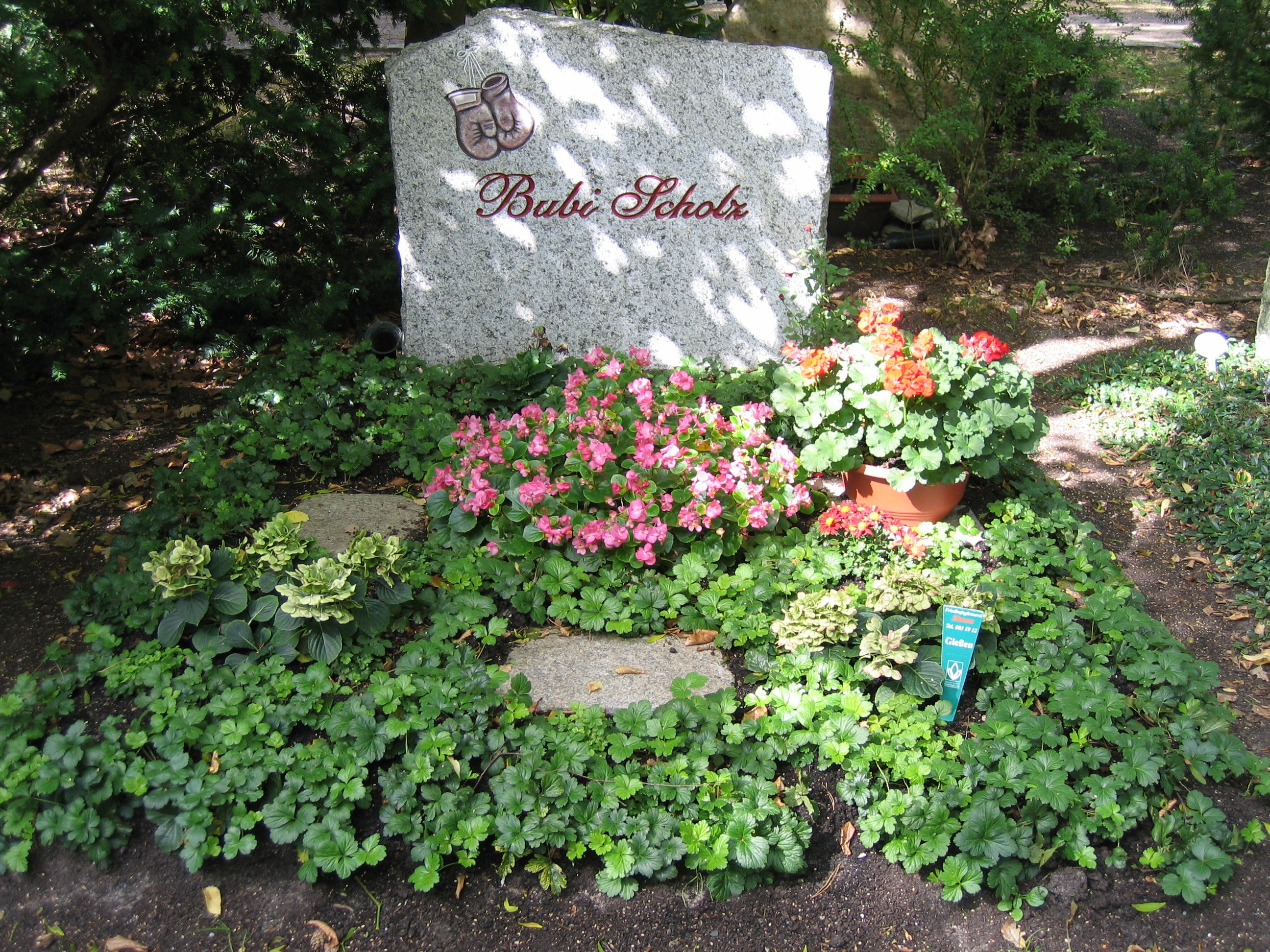
Tumba de Scholz en el Cementerio Zehlendorf de Berlín

En la tarde del 22 de julio de 1984, Scholz disparó a su esposa Helga, de 49 años de edad, con la que se había casado en 1955, en su casa de Berlín. Fue arrestado al siguiente día. Helga fue enterrada dos semanas después, asistiendo al funeral unas 1,000 personas. Scholz afirmaba que se trataba de un accidente. El 1 de febrero de 1985 fue sentenciado a tres años de arresto. El caso fue objeto de un documental de la serie "Die großen Kriminalfälle" en 2012. Scholz quedó en libertad en agosto de 1987.
En octubre de 1993 Scholz se casó con Sabine Arndt. En 1997-98 él sufrió varios ictus, y desarrolló demencia. Intentó suicidarse dos veces, y también le diagnosticaron enfermedad de Alzheimer. Bubi Scholz falleció por un paro cardiaco el 21 de agosto de 2000 en una residencia de ancianos de Hoppegarten. Fue enterrado en el Cementerio Zehlendorf de Berlín. Su viuda, Sabine, se casó con el actor Klausjürgen Wussow en 2004. 

## Autobiografía
- Ring frei. Der Weg eines Boxers. Grabada por Harvey T. Rowe. Copress-Verlag, Múnich 1959.
- Der Weg aus dem Nichts. Krüger, Fráncfort del Meno 1980, ISBN 3-8105-1802-6.

## Filmografía
- 1960 : Der Meisterboxer (telefilm)
- 1960 : Marina
- 1961 : Schlagerparade 1961
- 1971 : Glückspilze (telefilm)
- 1989 : Chicago 6 x 6 (corto)
- 1993 : Mord aus Liebe (documental)

## Discografía

### Sencillos
- 1959 : It has only Blue Jeans / The strong Joe from Mexico ( Telefunken U 55176)[8]
- 1959 : Susie , you're just fine / counting ' the Girls (Telefunken U 55194)
- 1962 : The Rita the sports club / You're my lucky charm (Metronome M 309)
- 1962 : Boys, that was a night! / Mister O.K.

### CD
- 2000: It has only blue jeans (Bear Family Records BCD 16278 )